# Nikolsdorf
Nikolsdorf é um município da Áustria, situado no distrito de Lienz, no estado do Tirol. Tem 33,66 km² de área e sua população em 2019 foi estimada em 888 habitantes.